# پیتستاون، نیویورک
پیتستاون (به انگلیسی: Pittstown) یک شهر در شهرستان رنسلیر، نیویورک که در ایالات متحده آمریکا واقع شده‌است. جمعیت این شهر ۵٬۷۳۵ نفر بر اساس سرشماری ۲۰۱۰ می‌باشد. این شهر در قسمت شمالی شهرستان واقع شده‌است.